# Joop Allema
Johanna Adriana (Joop) Allema (Maastricht, 23 april 1928 – 2 februari 2012) was een Nederlandse omroepster en presentatrice. Ze was van 1950 tot 1955 omroepster bij de VARA en daarmee de eerste omroepster van deze omroep.

## Biografie
Joop Allema werd geboren in Maastricht. Ze doorliep aldaar het gymnasium en deed vervolgens een opleiding voor medisch analiste, die ze in februari 1950 voltooide. 
Ze solliciteerde naar eigen zeggen voor de grap naar een functie als radio-omroepster, naar aanleiding van een advertentie in de Radiogids. Op 1 maart 1950 kwam ze in dienst bij de VARA, gelijktijdig met Joop Koopman. Ze verrichtte diverse omroep- en presentatiewerkzaamheden, waaronder - vanaf 1952 - de radiorubriek "Een recht, een averecht". Ook presenteerde ze op 9 oktober 1951, samen met Evert Garretsen, de eerste televisieavond van de VARA. Tijdens deze avond liet zij onder meer, naar aanleiding van kijkersvragen, zien hoe de knoppen van een televisietoestel bediend moeten worden om redelijk beeld te krijgen.
In augustus 1951 verloofde ze zich met chemicus Pieter Westdorp (1923-1979). Het huwelijk werd voltrokken op 19 januari 1953. In de zomer van 1954 stopte Allema vanwege haar eerste zwangerschap als omroepster. Aan het einde van dat jaar werd officieel afscheid van haar genomen. Ze bleef nog wel de redactie van "Een recht, een averecht" verzorgen. In 1955 werd het programma overgenomen door Betty Blommesteyn.
In de jaren daarna was ze enkele malen bij bijzondere gelegenheden als omroepster te horen, waaronder op schrikkeldag 1956. In november 1960 keerde ze voor een korte periode terug op de radio, als gastvrouw van het programma "Op de koffie". In 1961 nam Jetta van Leeuwen het programma van haar over.